# エクステリア

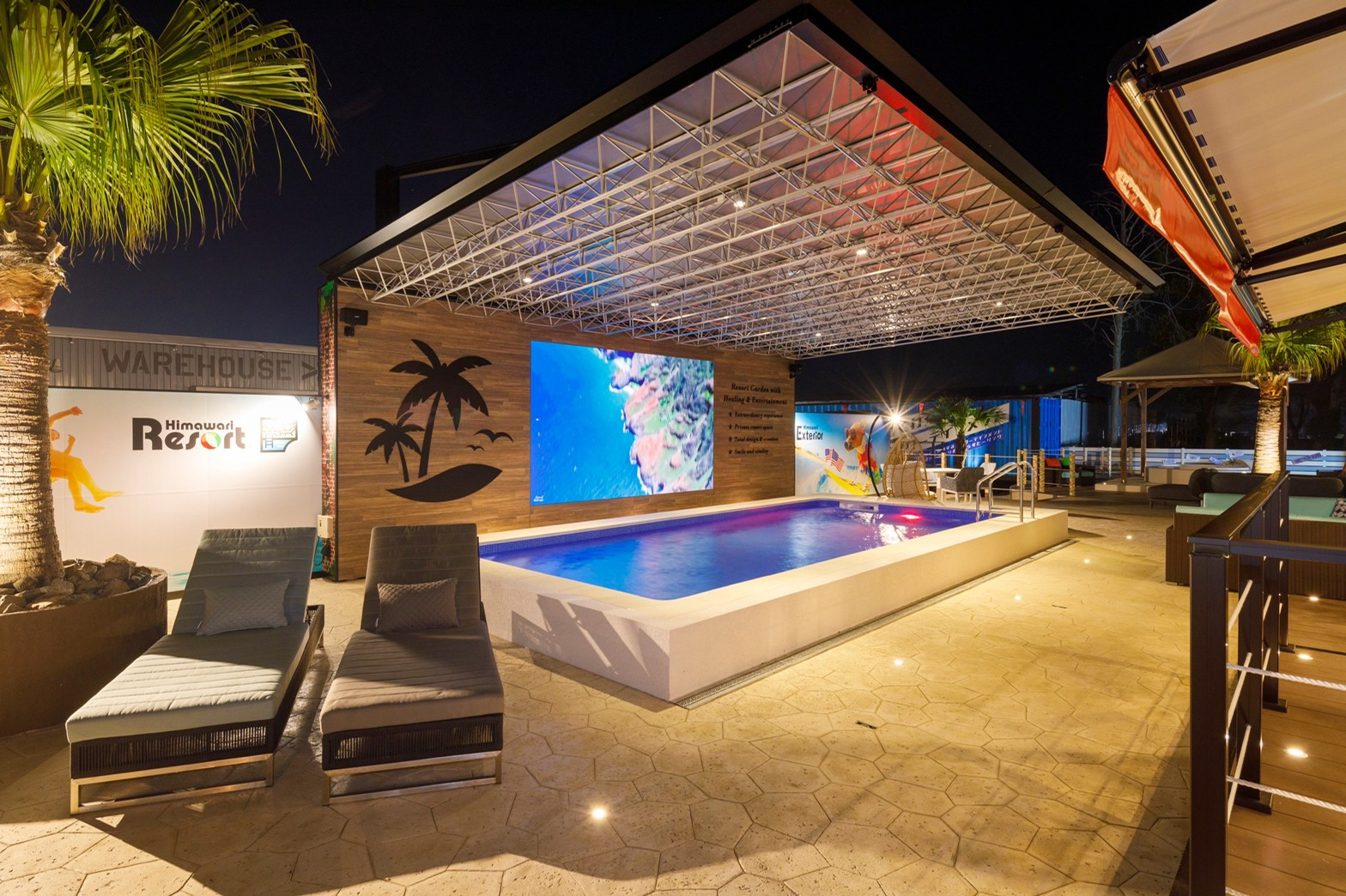
神戸のエクステリア専門工務店のショールーム

エクステリア（英語: exterior）は、本来は乗物の外装（ドイツでは畜産動物の外観de:Exterieur）､ 住居の外観や外壁を意味するが、住宅敷地まわりのエクステリアを指す場合には一般に屋外構造物の門扉、塀といった外柵、車庫などのほか、庭とそこに設置されるウッドデッキ、トレリス、パーゴラ、植栽、その他の設備なども含め敷地内の外部空間全体をさす場合が多い。インテリアの対義語。

## 敷地まわりのエクステリア

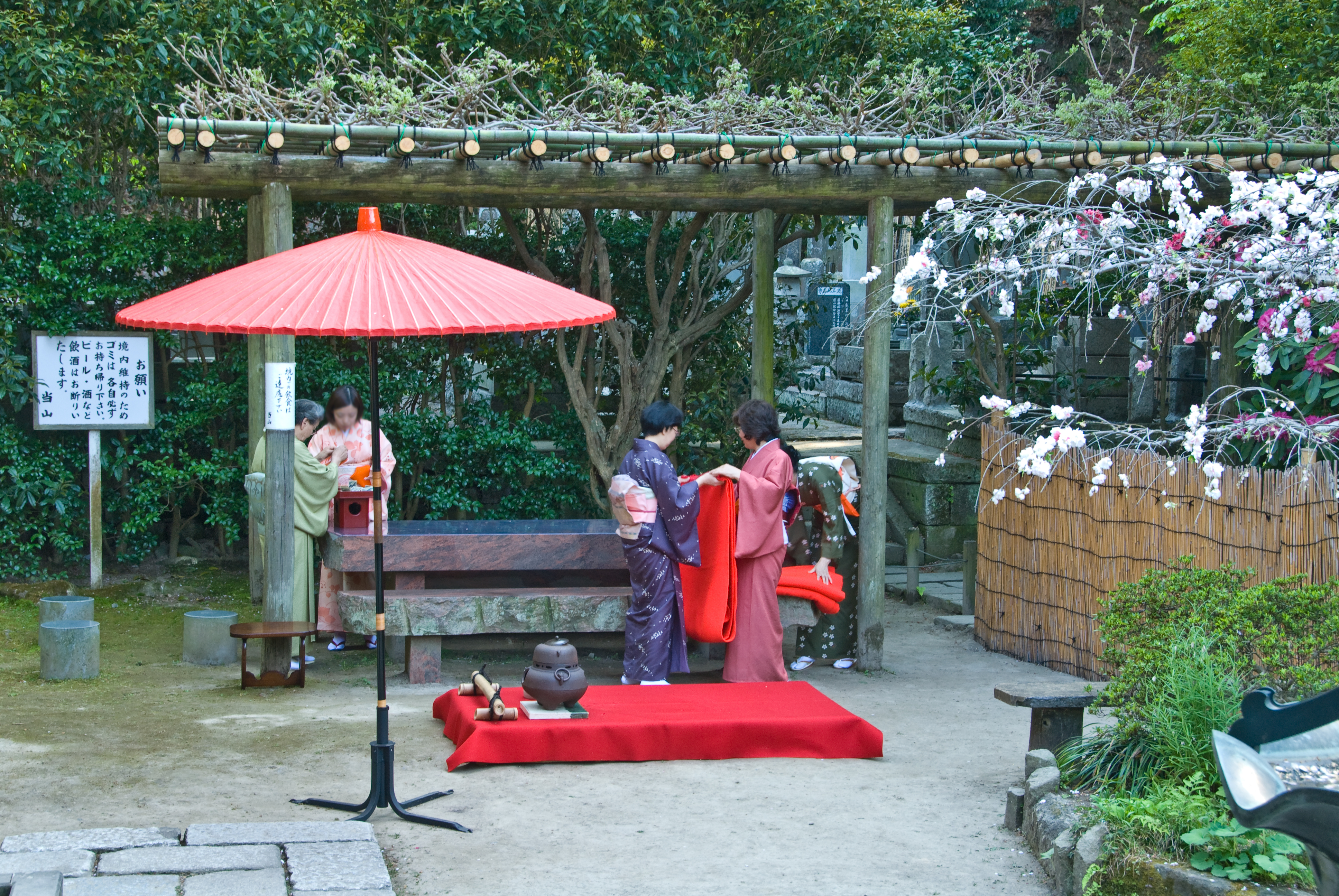
エクステリアは住宅敷地まわりの構造物を指す場合と庭と敷地内の外部空間全体をさす場合がある。寺院のパーゴラ、ベンチなど（安国論寺 神奈川県鎌倉市）

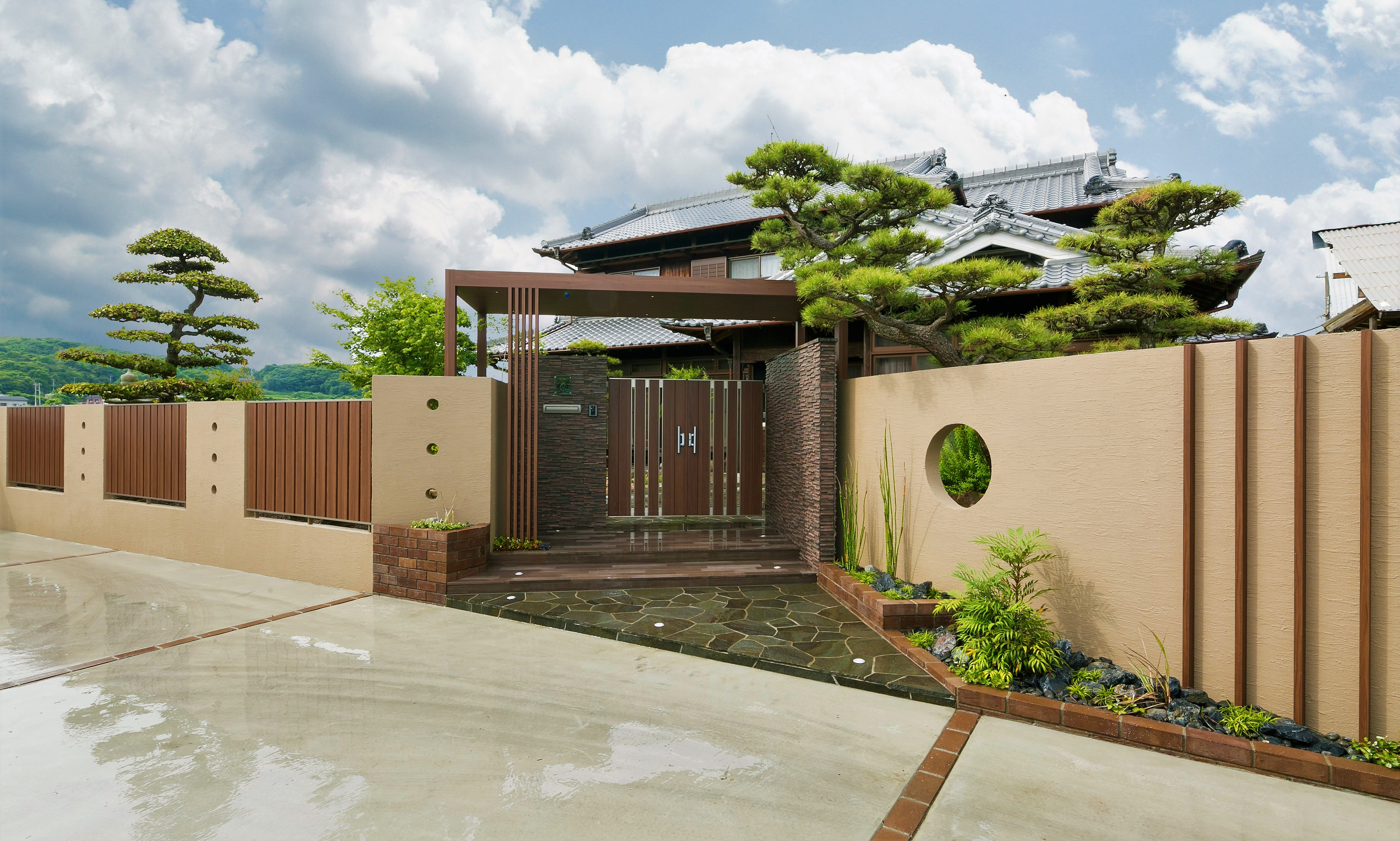
伝統的な日本家屋に新設された塀。

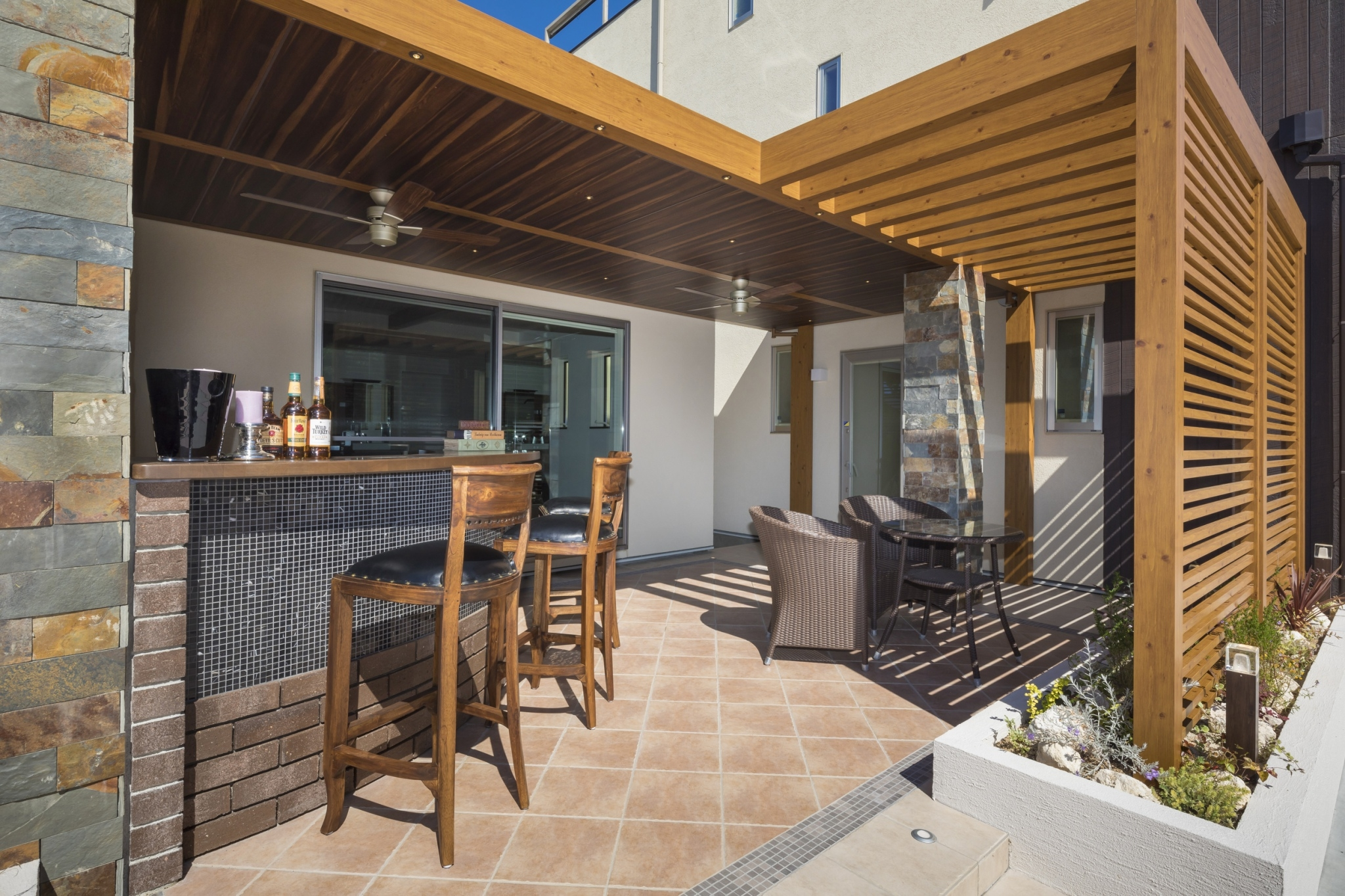
日本でもアウトドアリビングを設ける例が増加。

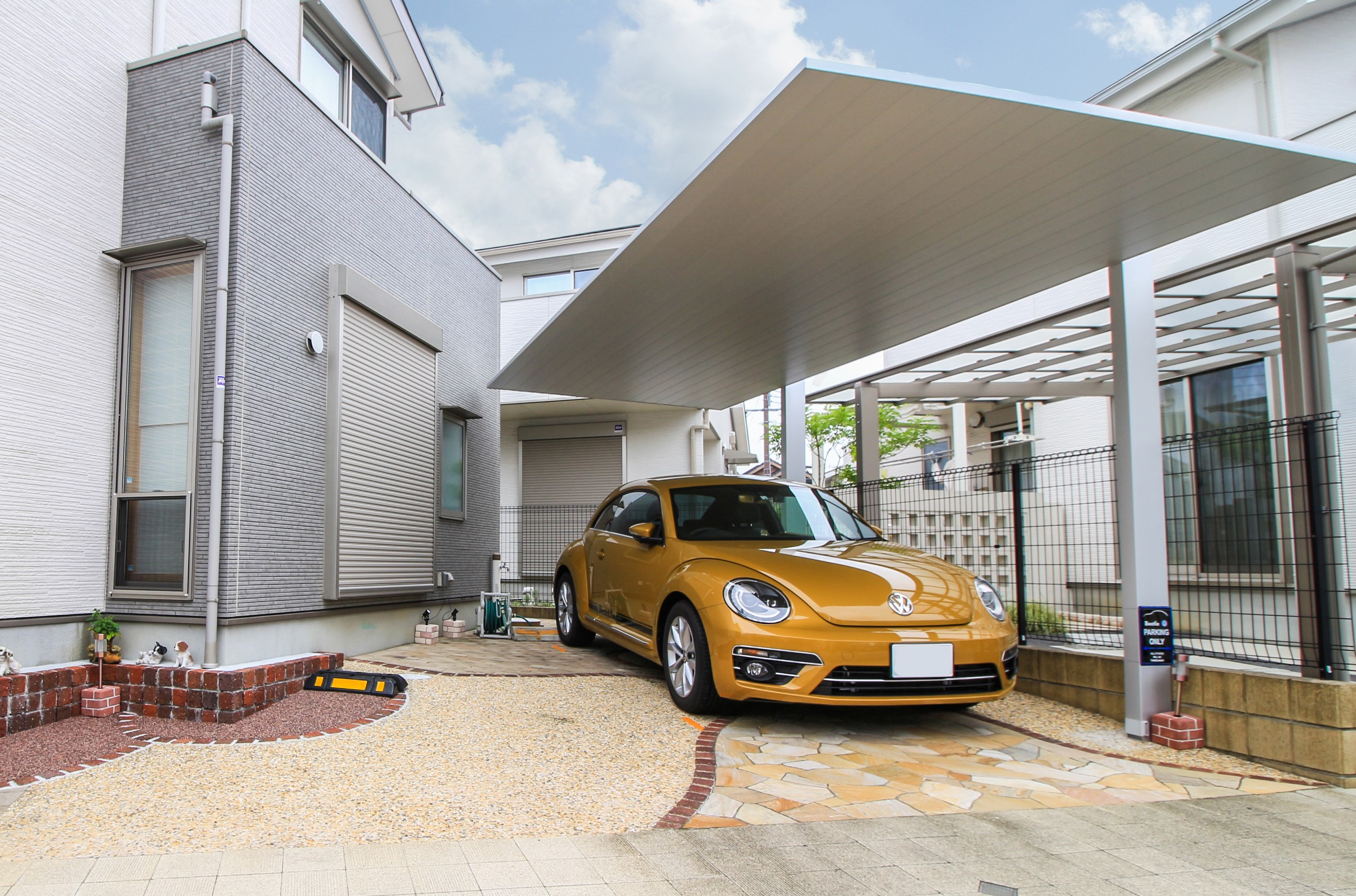
現代的なカーポート

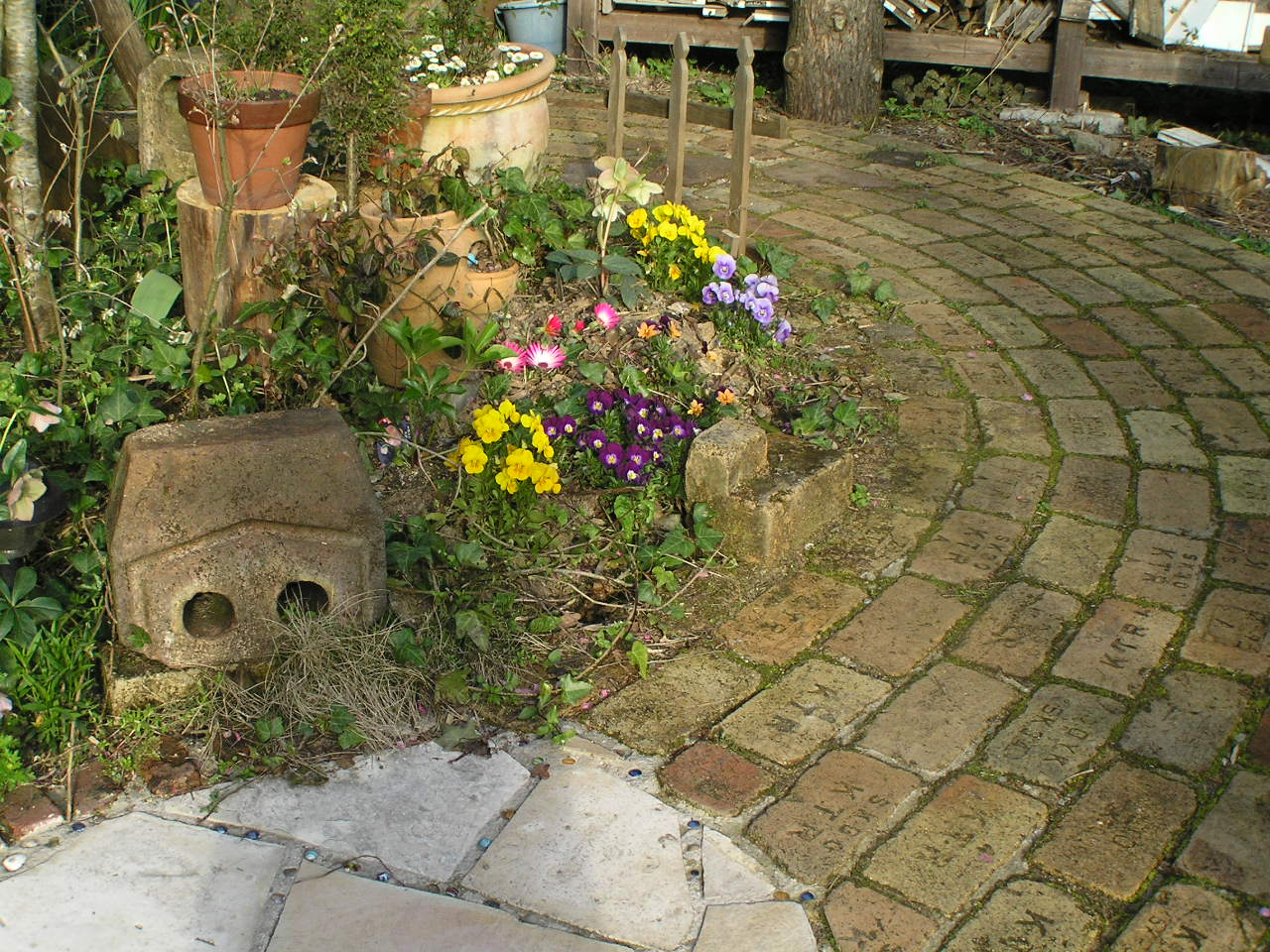
外構は敷地まわりの構造物をおもに示すが、エクステリアは草木地など前庭等も含めて述べられる。
関連する資格として、日本の造園に関する資格一覧にある資格の他、東京商工会議所主催 福祉住環境コーディネーター検定試験　などがある。 基幹技能者の例では、建築ブロック・エクステリア基幹技能者 がある。
関連団体として、日本アルミニウム協会、全国技能士会連合会に所属する日本エクステリア工業会 などがある。
なお、網戸など建材製品などもエクステリア製品と呼ばれることがある。
日本では古来より、庭園造りという伝統があり造園業が存在したが、近代にいたり特に都市部では住宅を取り巻く環境が車社会の到来や住宅の欧米化なども含めて大きく変化したため、従来の庭造りの概念だけでは解決できず、門、塀、車庫、アプローチなどがより建築やそれを取り巻く街並みとの兼ね合いで住環境を捉える必要から、エクステリアという新たな概念が生まれた。
また、それを専門に設計施工する専門家や施工業者が増加した。
しかし、エクステリアという言葉の概念があいまいであったため、設計・施工に関しても確かな拠り所がない時期があった。
その間にエクステリアを取り巻く環境は大きく変化し、『景観条例』、『街作り条例』施行などで、環境整備、町並み保全、緑化などが全国の自治体によって進められたことなどから、それらに配慮したエクステリアのあり方や技術、技能の向上の重要性が増してきた。
近年ではさらにエクステリアの新しい利用方法として、国内外で居間同様に生活空間として利用できるスペース利用法としてのアウトドアリビングという概念も生まれ、さらにエクステリアの概念が多様化している。
エクステリアの鑑定と積算については一般的に、外構・工作物等の工事費も含め『外構・工作物実例データ集』（「建物の鑑定評価必携」シリーズ）や『積算ポケット手帳』 外構編などを用いて算出している。

### 日本エクステリア学会
日本では関連学会として、一般社団法人日本エクステリア学会がある。
日本エクステリア学会は2009年に、エクステリアの技術者として要求される知識と技術向上を図るとともにエクステリアに対する信頼性を高め、快適で豊かな住環境の向上に寄与する事を目的として設立された「エクステリア品質向上委員会」を前身とし、「会員相互の協力により、エクステリアに関する学術・技術の進捗発展を図り、社会に貢献する事を目的」に、エクステリアの調査と研究、会誌・論文の発行と活用、文献・資料の収集と活用、技術教育の振興と研修成果の普及、啓蒙などを主な事業としている。
これまでに『エクステリア製図規格』（エクステリア品質向上委員会著, 発行：社団法人日本建築ブロック・エクステリア工事業協会　社団法人全国建築コンクリートブロック工業会）、『エクステリア施工規準と標準図及び積算　塀編』を刊行している。

### エクステリアの要素
- 太古の響き（楽器。玄関・庭などのエクステリア、インテリアの要素となるようにも設計されている）
- 散水ノズル（維持管理で、ガーデニング、エクステリアのみならず、洗車や外構物の洗浄等にも対応できるものも）
- すだれ（近代建築においてエクステリアの装飾品として使われることもある）
- ウッドデッキ（建物の掃き出し窓から庭に出入するようにして、エクステリアにおける庭とリビングルームの中間の空間として利用される）
- シャッター（盗難を防止することを主眼としているが、デザイン（エクステリアデザイン）の一環として様々な工夫がなされることがある）
- ししおどし（エクステリアデザインの装飾品としても用いられる）
- 街づくり・流通ルネサンス（総合展示会。エクステリア製品も）
- ロートアイアン（装飾が施された門扉やフェンス等のエクステリア、表札や看板やポスト等の小物などに使用される）

### エクステリアデザインを学べる学校
- ガーデンデザイン#ガーデンデザインを学べる日本の教育機関参照

## 乗り物のエクステリア
デザイン用語、用法として エクステリアデザイン (exterior design) がある。
日刊自動車新聞用品大賞では、「機能・エクステリア部門賞」を設置し、オートカラーデザイナーズ賞では、エクステリアカラー部門を設置している。
エクステリアとはボディの外形であり、建築と同様を代表するような部位といえるが、重要な要素といえばアイデアと、商品としての要件をいかに一致あるいは両立させるかにある。ポテンシャルの高い魅力的なアイデアであっても、レイアウト(車体構造の配置)、パッケージング(乗員を中心とした空間のための内部寸法)、ディメション(外部寸法)、安全要件、空力要件、法規、生産要件、コストなどとの整合性がなければ実現困難となり、 また耐久消費財としての魅力の寿命がデザインの、そして商品の良否や市場での評価にかかわってくる気候風土の変化をはじめ多様な背景の中で移り変わる見え方を通して魅力を保ち、多くの支持を長期にわたって集めるデザインとすることは容易ではない。
デザインというものデザイナーのイメージあるいは両立させるかにある。
エクステリアが所有者は路上や駐車場で多くの人々によって遠近ともに観察され評価されるのに対し、インテリアは所有者を中心とした主に乗員によって観察、体感、評価されることになる。またドライバーによって操縦され、あるいは乗員すべてによって何らかの操作や接触が行われる場所となる。したがって、魅力としてのデザイン以前に、エクステリアのようなレイアウトやパッケージングなどからの寸法要件に加え、機能、操作性、視認性、安全性、感触、雰囲気、耐久性、生産性、コストなどの多様な要件を考慮しつつ発想し、造形し、各素材に置き換えた上で評価しなければならないし、重要なのは多様な素材による多数の部品の集積を統一された情景としてコーディネートされていなければならず、加えて自動車の走行による動的な影響の中で操作性と居住性が評価され、快適性として判断されることであるとされる。
日本で自動車が普及し始めてからしばらくは 自動車というものに対する経験そして判断基準のなさからインテリアに対する評価が低く、デザインの興味はもっぱらエクステリア 格好に対してであった。しかし、自動車文化の成熟や輸人車に対する経験の蓄積、あるいは安全性や快適性対する評価が厳しさを増した結果、インテリアとそのデザインに対する感心は大きな高まりを見せており、購入理由にも小さからぬ比率を占めているといえるようになっている。
カーデザインのカラーもエクステリアとインテリアに分かれ、対象の素材によって取組みの要素や性格が変わってくるが、エクステリアでもっとも重要なのは耐候性、分けても褪色性と色味との整合性である。ボディカラーとしてどんなに新鮮な色味を見つけ、あるいは開発しても、常に外光や天候に曝されることによる色褪せは避けられず、メーカーによって定められた一定の条件下での経過時間と退色度合の基準に適合して初めて商品に対する適用が可能となるのである。したがって、かつては年単位での長期の暴露試験が必要で 当初は沖縄などでも行われていたが、後にはより過酷なオーストラリアや北米のアリゾナなどで実施されることが多かった。近年ではシミュレーション技術が向上し、従来の暴露試験は一部のケースにとどまり、多くは3ヶ月程度の試験に短縮されている。この試験で合格したものが使用可能となるわけであるが他方、魅力度の向上では従来のメタリックに加えてパール、そしてその両用などが加わり、また物性では擦過傷などが自然に復元される弾性をもったトップコート=表層塗料が実用化されている。

### 主なデザイナー
- 結城康和 - 量産車のエクステリアデザイン業務。
- 園勲夫 - 日産自動車のカーデザイナーとして多くの車種のエクステリアデザインを手がける。
- 蓮見孝  - 日産自動車のエクステリアデザイン室代表主担をつとめ、筑波大学芸術学系教授。
- ローレンス・ヴァン・デン・アッカー - アウディ時代ドイツ・インゴルシュタットデザインセンターのエクステリアデザイナー。
- アンドレアス・ザパティナス - フィアット・バルケッタのチーフ・エクステリアデザイナーを務めた。
- 山中俊治 - 日産自動車エクステリアデザイナーを務めた。

他はカーデザイナー、エクステリアデザイナーも参照。